# The Bodyguard World Tour
The Bodyguard World Tour foi a quinta turnê da cantora norte-americana Whitney Houston, lançada em apoio à sua aclamada trilha sonora, The Bodyguard (1992). A turnê teve inicio em 5 de julho de 1993, em Miami, Estados Unidos e terminou em 19 de novembro de 1994, na Cidade do Cabo, África do Sul, totalizando 120 shows em 5 continentes.

## Antecedentes
Com o enorme sucesso do filme e da trilha sonora de O Guarda-Costas, Houston embarcou em uma extensa turnê mundial para apoiar seus projetos. Houston começou os ensaios dois meses depois de dar luz à sua filha, Bobbi Kristina Brown. A data da estreia foi em Miami, em 5 de julho de 1993. Houston recebeu muitas críticas por chegar atrasada, e depois dizer a um fã que queria um autógrafo para ele se sentar. Houston tocou cinco noites no Radio City Music Hall, em Nova York, e depois tocou seis noites no Sands Hotel & Casino, em Atlantic City. A maioria dos shows nos Estados Unidos, durante o ano de 1993, foi em teatros porque Houston queria um ambiente íntimo. Durante a fase americana da turnê, Houston fez uma pausa para viajar para a Europa para acompanhar o marido Bobby Brown em sua turnê. 
Durante a segunda etapa norte-americana da turnê, em 1994, Houston se apresentou na cerimônia de abertura da Copa do Mundo de 1994, no estádio Rose Bowl. Nessa época, a cantora teve problemas na garganta e teve que cancelar oito shows, todos os quais foram remarcados um mês depois. Houston também veio a público para falar sobre o aborto espontâneo que sofreu durante a turnê. A turnê foi um grande sucesso, com muitos shows ficando entre as maiores bilheterias da semana. O faturamento dos shows ajudou Houston a entrar para a lista da revista Forbes dos Artistas Mais Ricos do Mundo. Houston faturou mais de US$ 33 milhões entre 1993 e 1994, o terceiro maior faturamento na história por uma artista feminina.

## Shows de abertura
- Smoothe Sylk (América do Norte—Parte 3)
- Angie & Debbie (Miami, Vienna, Mansfield, Nova Iorque, Los Angeles, Cerritos)[4]
- Jay Johnson (Atlantic City—Julho de 1993)
- E.Y.C. (Heerenveen, Maastricht)

## Repertório
1. "The Greatest Love of All" (Instrumental)
2. "Love Will Save the Day"
3. "Saving All My Love for You"
4. "You Give Good Love"
5. "How Will I Know"
6. "I Wanna Dance with Somebody (Who Loves Me)"
7. Medley: "I Loves You Porgy" / "And I Am Telling You I'm Not Going"
8. "I Have Nothing"
9. "Queen of the Night"
10. "I'm Your Baby Tonight"1
11. Medley: "All at Once" / "Nobody Loves Me Like You Do" / "Didn't We Almost Have It All" / "Where Do Broken Hearts Go" / "All the Man That I Need"
12. "Revelation" (contém elementos de "The Love You Save")1
13. "Jesus Loves Me"
14. "I Will Always Love You"
15. "I'm Every Woman"
16. "Something in Common" (com Bobby Brown)1

1. "The Greatest Love of All" (Instrumental)
2. "So Emotional"
3. "Saving All My Love for You"
4. "I Wanna Dance with Somebody (Who Loves Me)"
5. "How Will I Know"
6. Medley: "All at Once" / "Nobody Loves Me Like You Do" / "Didn't We Almost Have It All" / "Where Do Broken Hearts Go" / "All the Man That I Need"
7. "I'm Your Baby Tonight"1
8. "I Have Nothing"
9. "Queen of the Night"
10. Medley Aretha Franklin: "(You Make Me Feel Like A) Natural Woman" / "Do Right Woman, Do Right Man" / "Ain't No Way"1
11. "Jesus Loves Me"
12. "Wonderful Counselor"
13. "I Will Always Love You"
14. "I'm Every Woman"
15. "Something in Common" (com Bobby Brown)1

- Na América do Norte e na Europa, "My Name Is Not Susan" foi cantada em datas selecionadas.
- Julho de 1993: em datas selecionadas da etapa norte-americana, Whitney cantou duas canções de Diana Ross.
- 30 de julho: em Atlantic City, Nova Jérsei, Houston cantou "Stormy Weather" em homenagem à lendária cantora e atriz Lena Horne.
- 7 de novembro: no show ocorrido no Earls Court Exhibition Centre, em Londres, Whitney abriu a segunda metade do show com "Run to You", ao invés de "I Have Nothing", embora a canção não estivesse incluída no set list.
- 23 de janeiro: no Rio de Janeiro, Bobby Brown apareceu e permaneceu no palco enquanto Whitney cantava "(You Make Me Feel Like) A Natural Woman", de Aretha Franklin, para ele.
- Setembro de 1994: em algumas datas no Radio City Music Hall, Houston cantou um medley de "A House Is Not a Home", "Alfie" e "Walk On By" de Dionne Warwick. Ela também cantou "I'm Your Baby Tonight" e "Freeway of Love" de Aretha Franklin.
- 28 de setembro de 1994: Houston excepcionalmente cantou "Run to You" em vez de "I Have Nothing" na abertura da segunda metade do show.
- 30 de setembro de 1994: no show final da turnê, Whitney cantou "You Are So Beautiful", "For the Love of You", "Amazing Grace", e fechou o show com "The Greatest Love of All".

## Banda
- Diretor Musical: Rickey Minor
- Baixo, Sintetizador: Rickey Minor
- Guitarra: Carlos Rios
- Teclados: Bette Sussman, Wayne Linsey, Kevin Lee
- Saxofone: Kirk Whalum
- Bateria: Michael Baker
- Percussão: Bashiri Johnson
- Vocais de apoio: Gary Houston, Olivia McClurkin, Alfie Silas, Pattie Howard, Josie James
- Dançarinos: Carolyn Brown, Merlyn Mitchell, Shane Johnson, Saleema Mubaarak, Erwin Peek, Simone Smith

Fonte:

## Datas
| Data                   | Cidade             | País             | Local                                      | Público           | Receita          |
| América do Norte       | América do Norte   | América do Norte | América do Norte                           | América do Norte  | América do Norte |
| ---------------------- | ------------------ | ---------------- | ------------------------------------------ | ----------------- | ---------------- |
| 5 de julho de 1993     | Miami              | Estados Unidos   | James L. Knight Center                     | 14,200 / 14,200   | US$ 491,150      |
| 6 de julho de 1993     | Miami              | Estados Unidos   | James L. Knight Center                     | 14,200 / 14,200   | US$ 491,150      |
| 8 de julho de 1993     | Miami              | Estados Unidos   | James L. Knight Center                     | 14,200 / 14,200   | US$ 491,150      |
| 11 de julho de 1993    | Vienna             | Estados Unidos   | Filene Center                              | 14,170 / 14,170   | US$ 360,160      |
| 12 de julho de 1993    | Vienna             | Estados Unidos   | Filene Center                              | 14,170 / 14,170   | US$ 360,160      |
| 14 de julho de 1993    | Mansfield          | Estados Unidos   | Great Woods Center for the Performing Arts | 19,000 / 19,900   | US$ 995,000      |
| 15 de julho de 1993    | Mansfield          | Estados Unidos   | Great Woods Center for the Performing Arts | 19,000 / 19,900   | US$ 995,000      |
| 20 de julho de 1993    | Nova Iorque        | Estados Unidos   | Radio City Music Hall                      | 28,720 / 28,720   | US$ 1,458,025    |
| 21 de julho de 1993    | Nova Iorque        | Estados Unidos   | Radio City Music Hall                      | 28,720 / 28,720   | US$ 1,458,025    |
| 23 de julho de 1993    | Nova Iorque        | Estados Unidos   | Radio City Music Hall                      | 28,720 / 28,720   | US$ 1,458,025    |
| 24 de julho de 1993    | Nova Iorque        | Estados Unidos   | Radio City Music Hall                      | 28,720 / 28,720   | US$ 1,458,025    |
| 26 de julho de 1993    | Nova Iorque        | Estados Unidos   | Radio City Music Hall                      | 28,720 / 28,720   | US$ 1,458,025    |
| 28 de julho de 1993    | Atlantic City      | Estados Unidos   | Copa Room                                  | 12,000 / 12,000   | US$ 791,112      |
| 30 de julho de 1993    | Atlantic City      | Estados Unidos   | Copa Room                                  | 12,000 / 12,000   | US$ 791,112      |
| 31 de julho de 1993    | Atlantic City      | Estados Unidos   | Copa Room                                  | 12,000 / 12,000   | US$ 791,112      |
| 1 de agosto de 1993    | Atlantic City      | Estados Unidos   | Copa Room                                  | 12,000 / 12,000   | US$ 791,112      |
| 3 de agosto de 1993    | Atlantic City      | Estados Unidos   | Copa Room                                  | 12,000 / 12,000   | US$ 791,112      |
| 4 de agosto de 1993    | Atlantic City      | Estados Unidos   | Copa Room                                  | 12,000 / 12,000   | US$ 791,112      |
| Europa                 |                    |                  |                                            |                   |                  |
| 13 de agosto de 1993   | Copenhague         | Dinamarca        | Estádio Parken                             | 38,065 / 38,065   | US$ 3,806,500    |
| 15 de agosto de 1993   | Kolding            | Dinamarca        | Estádio Kolding                            | 10,000 / 10,000   | US$ 855,600      |
| América do Norte       |                    |                  |                                            |                   |                  |
| 22 de agosto de 1993   | Los Angeles        | Estados Unidos   | Hollywood Bowl                             | 17,006 / 17,006   | US$ 625,030      |
| 23 de agosto de 1993   | San Diego          | Estados Unidos   | Embarcadero Marina Park South              | 4,567 / 4,700     | US$ 392,762      |
| 25 de agosto de 1993   | Cerritos           | Estados Unidos   | Cerritos Center for the Performing Arts    | 1,721 / 1,721     | US$ 473,275      |
| 27 de agosto de 1993   | Cerritos           | Estados Unidos   | Cerritos Center for the Performing Arts    | 1,721 / 1,721     | US$ 473,275      |
| 28 de agosto de 1993   | Cerritos           | Estados Unidos   | Cerritos Center for the Performing Arts    | 1,721 / 1,721     | US$ 473,275      |
| Ásia                   |                    |                  |                                            |                   |                  |
| 1 de setembro de 1993  | Osaka              | Japão            | Osaka-jō Hall                              | 16,000 / 16,000   | US$ 1,440,000    |
| 2 de setembro de 1993  | Osaka              | Japão            | Osaka-jō Hall                              | 15,897 / 16,000   | US$ 1,430,730    |
| 6 de setembro de 1993  | Tóquio             | Japão            | Nippon Budokan                             | 14,471 / 14,471   | US$ 1,128,738    |
| 7 de setembro de 1993  | Tóquio             | Japão            | Nippon Budokan                             | 14,471 / 14,471   | US$ 1,128,738    |
| 9 de setembro de 1993  | Tóquio             | Japão            | Nippon Budokan                             | 14,471 / 14,471   | US$ 1,128,738    |
| 10 de setembro de 1993 | Tóquio             | Japão            | Nippon Budokan                             | 14,050 / 14,471   | US$ 730,600      |
| 13 de setembro de 1993 | Tóquio             | Japão            | Nippon Budokan                             | 14,150 / 14,471   | US$ 735,845      |
| 14 de setembro de 1993 | Tóquio             | Japão            | Nippon Budokan                             | 13,501 / 14,471   | US$ 702,000      |
| 16 de setembro de 1993 | Nagoia             | Japão            | Nagoya Rainbow Hall                        | 10,000 / 10,000   | US$ 2,500,000    |
| 17 de setembro de 1993 | Nagoia             | Japão            | Nagoya Rainbow Hall                        | 10,000 / 10,000   | US$ 2,500,000    |
| 19 de setembro de 1993 | Yokohama           | Japão            | Yokohama Arena                             | 17,000 / 17,000   | US$ 2,176,000    |
| 20 de setembro de 1993 | Yokohama           | Japão            | Yokohama Arena                             | 17,000 / 17,000   | US$ 2,176,000    |
| 22 de setembro de 1993 | Fukuoka            | Japão            | Fukuoka Dome                               | 38,561 / 38,561   | US$ 5,784,150    |
| 24 de setembro de 1993 | Yokohama           | Japão            | Yokohama Arena                             | 17,000 / 17,000   | US$ 2,696,710    |
| 27 de setembro de 1993 | Tóquio             | Japão            | Nippon Budokan                             | 14,471 / 14,471   | US$ 2,633,722    |
| 28 de setembro de 1993 | Tóquio             | Japão            | Nippon Budokan                             | 14,471 / 14,471   | US$ 2,633,722    |
| Europa                 |                    |                  |                                            |                   |                  |
| 7 de outubro de 1993   | Milão              | Itália           | Forum di Assago                            | —                 | —                |
| 8 de outubro de 1993   | Milão              | Itália           | Forum di Assago                            | —                 | —                |
| 10 de outubro de 1993  | Zurique            | Suíça            | Hallenstadion                              | —                 | —                |
| 11 de outubro de 1993  | Zurique            | Suíça            | Hallenstadion                              | —                 | —                |
| 13 de outubro de 1993  | Berlim             | Alemanha         | Deutschlandhalle                           | —                 | —                |
| 14 de outubro de 1993  | Berlim             | Alemanha         | Deutschlandhalle                           | —                 | —                |
| 16 de outubro de 1993  | Estocolmo          | Suécia           | Stockholm Globe Arena                      | —                 | —                |
| 17 de outubro de 1993  | Gotemburgo         | Suécia           | Scandinavium                               | —                 | —                |
| 19 de outubro de 1993  | Oslo               | Noruega          | Oslo Spektrum                              | —                 | —                |
| 22 de outubro de 1993  | Heerenveen         | Países Baixos    | Thialf                                     | —                 | —                |
| 23 de outubro de 1993  | Maastricht         | Países Baixos    | Maastrichts Expositie en Congres Centrum   | —                 | —                |
| 25 de outubro de 1993  | Frankfurt          | Alemanha         | Festhalle Frankfurt                        | —                 | —                |
| 27 de outubro de 1993  | Birmingham         | Reino Unido      | NEC Arena                                  | —                 | —                |
| 28 de outubro de 1993  | Birmingham         | Reino Unido      | NEC Arena                                  | —                 | —                |
| 30 de outubro de 1993  | Birmingham         | Reino Unido      | NEC Arena                                  | —                 | —                |
| 31 de outubro de 1993  | Sheffield          | Reino Unido      | Sheffield Arena                            | —                 | —                |
| 2 de novembro de 1993  | Sheffield          | Reino Unido      | Sheffield Arena                            | —                 | —                |
| 3 de novembro de 1993  | Sheffield          | Reino Unido      | Sheffield Arena                            | —                 | —                |
| 5 de novembro de 1993  | Londres            | Reino Unido      | Earls Court Exhibition Centre              | —                 | —                |
| 6 de novembro de 1993  | Londres            | Reino Unido      | Earls Court Exhibition Centre              | —                 | —                |
| 7 de novembro de 1993  | Londres            | Reino Unido      | Earls Court Exhibition Centre              | —                 | —                |
| 9 de novembro de 1993  | Dublin             | Irlanda          | Point Theatre                              | —                 | —                |
| 10 de novembro de 1993 | Dublin             | Irlanda          | Point Theatre                              | —                 | —                |
| 12 de novembro de 1993 | Gante              | Bélgica          | Flanders Expo                              | —                 | —                |
| 15 de novembro de 1993 | Madri              | Espanha          | Palacio de los Deportes                    | —                 | —                |
| 18 de novembro de 1993 | Metz               | França           | Galaxie de Metz                            | —                 | —                |
| 19 de novembro de 1993 | Stuttgart          | Alemanha         | Hanns-Martin-Schleyer-Halle                | —                 | —                |
| 21 de novembro de 1993 | Linz               | Áustria          | Linzer Sporthalle                          | —                 | —                |
| 23 de novembro de 1993 | Munique            | Alemanha         | Olympiahalle                               | —                 | —                |
| 24 de novembro de 1993 | Dortmund           | Alemanha         | Westfalenhalle                             | —                 | —                |
| 26 de novembro de 1993 | Roterdã            | Países Baixos    | Sportpaleis van Ahoy                       | —                 | —                |
| 27 de novembro de 1993 | Roterdã            | Países Baixos    | Sportpaleis van Ahoy                       | —                 | —                |
| 29 de novembro de 1993 | Paris              | França           | Palais Omnisports de Paris-Bercy           | —                 | —                |
| 30 de novembro de 1993 | Paris              | França           | Palais Omnisports de Paris-Bercy           | —                 | —                |
| América do Sul         |                    |                  |                                            |                   |                  |
| 16 de janeiro de 1994  | São Paulo          | Brasil           | Estádio do Morumbi                         |                   |                  |
| 18 de janeiro de 1994  | São Paulo          | Brasil           | Olympia (casa de espetáculos)              |                   |                  |
| 23 de janeiro de 1994  | Rio de Janeiro     | Brasil           | Praça da Apoteose                          |                   |                  |
| 14 de abril de 1994    | Santiago           | Chile            | Estádio San Carlos de Apoquindo            |                   |                  |
| 16 de abril de 1994    | Buenos Aires       | Argentina        | Estádio José Amalfitani                    |                   |                  |
| 17 de abril de 1994    | Buenos Aires       | Argentina        | Estádio José Amalfitani                    |                   |                  |
| 21 de abril de 1994    | Caracas            | Venezuela        | Poliedro de Caracas                        |                   |                  |
| América do Norte       |                    |                  |                                            |                   |                  |
| 24 de abril de 1994    | San Juan           | Porto Rico       | Estádio Hiram Bithorn                      | 14,323 / 20,651   | US$ 685,845      |
| 17 de junho de 1994    | Hartford           | Estados Unidos   | Hartford Civic Center                      | —                 | —                |
| 19 de junho de 1994    | Uniondale          | Estados Unidos   | Nassau Veterans Memorial Coliseum          | —                 | —                |
| 23 de junho de 1994    | Filadélfia         | Estados Unidos   | The Spectrum                               | —                 | —                |
| 24 de junho de 1994    | Providence         | Estados Unidos   | Providence Civic Center                    | —                 | —                |
| 26 de junho de 1994    | Richfield Township | Estados Unidos   | Coliseum at Richfield                      | —                 | —                |
| 27 de junho de 1994    | Auburn Hills       | Estados Unidos   | The Palace of Auburn Hills                 | —                 | —                |
| 29 de junho de 1994    | Fairborn           | Estados Unidos   | Nutter Center                              | —                 | —                |
| 1 de julho de 1994     | Mineápolis         | Estados Unidos   | Target Center                              | 12,406 / 14,395   | US$ 486,645      |
| 2 de julho de 1994     | Rosemont           | Estados Unidos   | Rosemont Horizon                           | —                 | —                |
| 5 de julho de 1994     | Atlanta            | Estados Unidos   | Omni Coliseum                              | —                 | —                |
| 7 de julho de 1994     | Lafayette          | Estados Unidos   | Cajundome                                  | —                 | —                |
| 11 de julho de 1994    | Denver             | Estados Unidos   | McNichols Sports Arena                     | —                 | —                |
| 13 de julho de 1994    | Las Cruces         | Estados Unidos   | Pan American Center                        | —                 | —                |
| 12 de agosto de 1994   | Las Vegas          | Estados Unidos   | MGM Grand Arena                            | —                 | —                |
| 14 de agosto de 1994   | San José           | Estados Unidos   | San Jose Arena                             | —                 | —                |
| 16 de agosto de 1994   | Portland           | Estados Unidos   | Memorial Coliseum                          | —                 | —                |
| 17 de agosto de 1994   | Tacoma             | Estados Unidos   | Tacoma Dome                                | —                 | —                |
| 19 de agosto de 1994   | Sacramento         | Estados Unidos   | ARCO Arena                                 | —                 | —                |
| 21 de agosto de 1994   | Anaheim            | Estados Unidos   | Arrowhead Pond of Anaheim                  | —                 | —                |
| 23 de agosto de 1994   | Phoenix            | Estados Unidos   | America West Arena                         | —                 | —                |
| 25 de agosto de 1994   | Houston            | Estados Unidos   | The Summit                                 | —                 | —                |
| 1 de setembro de 1994  | Atlantic City      | Estados Unidos   | Copa Room                                  | —                 | —                |
| 3 de setembro de 1994  | Atlantic City      | Estados Unidos   | Copa Room                                  | —                 | —                |
| 4 de setembro de 1994  | Atlantic City      | Estados Unidos   | Copa Room                                  | —                 | —                |
| 7 de setembro de 1994  | Atlantic City      | Estados Unidos   | Copa Room                                  | —                 | —                |
| 9 de setembro de 1994  | Atlantic City      | Estados Unidos   | Copa Room                                  | —                 | —                |
| 10 de setembro de 1994 | Atlantic City      | Estados Unidos   | Copa Room                                  | —                 | —                |
| 16 de setembro de 1994 | Nova Iorque        | Estados Unidos   | Radio City Music Hall                      | 39,607 / 39,607   | US$ 2,668,940    |
| 17 de setembro de 1994 | Nova Iorque        | Estados Unidos   | Radio City Music Hall                      | 39,607 / 39,607   | US$ 2,668,940    |
| 20 de setembro de 1994 | Nova Iorque        | Estados Unidos   | Radio City Music Hall                      | 39,607 / 39,607   | US$ 2,668,940    |
| 21 de setembro de 1994 | Nova Iorque        | Estados Unidos   | Radio City Music Hall                      | 39,607 / 39,607   | US$ 2,668,940    |
| 27 de setembro de 1994 | Nova Iorque        | Estados Unidos   | Radio City Music Hall                      | 39,607 / 39,607   | US$ 2,668,940    |
| 28 de setembro de 1994 | Nova Iorque        | Estados Unidos   | Radio City Music Hall                      | 39,607 / 39,607   | US$ 2,668,940    |
| 30 de setembro de 1994 | Nova Iorque        | Estados Unidos   | Radio City Music Hall                      | 39,607 / 39,607   | US$ 2,668,940    |
| África                 |                    |                  |                                            |                   |                  |
| 8 de novembro de 1994  | Durban             | África do Sul    | Kings Park Stadium                         | —                 | —                |
| 12 de novembro de 1994 | Joanesburgo        | África do Sul    | Estádio Ellis Park                         | —                 | —                |
| 19 de novembro de 1994 | Cidade do Cabo     | África do Sul    | Green Point Stadium                        | —                 | —                |
| Total                  | Total              | Total            | Total                                      | 698,671 / 708,520 | US$ 39,252,529   |